# اوسوس
اوسوس (به فرانسوی: Aussos) یک کمون در فرانسه است که در canton of Masseube واقع شده‌است. اوسوس ۷٫۸۶ کیلومتر مربع مساحت دارد ۳۴۵ متر بالاتر از سطح دریا واقع شده‌است.